# Obistove skale
Obistove skale este o arie protejată (arie specială de conservare — SAC, sit de importanță comunitară — SCI) din Slovenia întinsă pe o suprafață de 13,02 ha, integral pe uscat.

## Localizare
Centrul sitului Obistove skale este situat la coordonatele 46°28′17″N 14°50′18″E / 46.4714°N 14.8382°E.

## Înființare
Situl Obistove skale a fost declarat sit de importanță comunitară în aprilie 2004 pentru a proteja un număr necunoscut de specii din flora spontană și fauna sălbatică aflate în arealul zonei. Situl a fost protejat și ca arie specială de conservare în februarie 2012.

## Biodiversitate
Situată în ecoregiunea alpină, aria protejată conține 1 habitat natural: Pante stâncoase calcaroase cu vegetație casmofită.
La baza desemnării sitului se află un număr nedeclarat de specii protejate.